# Eleanor Audley
Eleanor Audley (19 de noviembre de 1905 - 25 de noviembre de 1991) fue una actriz de voz, radio y televisión estadounidense.

## Filmografía seleccionada
- La Cenicienta (1950) - Lady Tremaine (voz)
- Casa de juego (1950) - Mrs. Livingston
- La bella durmiente (1959) - Maléfica (voz)

## Deceso
Audley falleció a los 86 años, por insuficiencia respiratoria, en North Hollywood, California en noviembre de 1991. Fue inhumada en el Cementerio Mount Sinai Memorial Park en Hollywood Hills, California.